# Портрет Андрея Васильевича Богдановского
«Портрет Андрея Васильевича Богдановского» — картина Томаса Райта из Военной галереи Зимнего дворца.
Картина представляет собой погрудный портрет генерал-майора Андрея Васильевича Богдановского из состава Военной галереи Зимнего дворца.
Во время Отечественной войны 1812 года Богдановский был подполковником и командовал Нарвским пехотным полком, находился в составе 2-й Западной армии, за отличие в Бородинском бою произведён в полковники. В Заграничных походах сражался в Саксонии и Франции, за отличие в бою под Лаоном получил чин генерал-майора. Во время Ста дней вновь совершил поход во Францию, где находился до 1818 года в составе Оккупационного корпуса.
Изображён в генеральском мундире, введённом для пехотных генералов 7 мая 1817 года. На шее кресты орденов Св. Владимира 3-й степени, св. Анны 2-й степени с алмазами и прусского ордена Пур ле Мерит; справа на груди крест ордена Св. Георгия 4-го класса, золотой крест «За взятие Базарджика», крест шведского Военного ордена Меча 4-й степени, серебряная медаль «В память Отечественной войны 1812 года» на Андреевской ленте и медаль «За взятие Парижа». Подпись на раме: А. В. Богдановскiй, Генералъ Маiоръ.
7 августа 1820 года Комитетом Главного Штаба по аттестации Богдановский был включён в список «генералов, заслуживающих быть написанными в галерею» и 17 октября 1822 года император Александр I повелел написать его портрет. Аванс за работу Доу был выплачен 28 апреля 1828 года. 9 марта 1832 года Богдановский писал министру императорского двора П. М. Волконскому: «В бытность мою в Керчи градоначальником 1824 г. был я извещён Главным штабом Е. И. В. о присылке портрета моего к снятию с него копии придворным живописцем Дове для портретной галереи в числе прочих генералов, служивших в прошедшую французскую кампанию. Находясь на службе до сих пор в таких местах, где по неимении хороших живописцев не имел возможности исполнить сего требования, и ныне прибыв в Санкт-Петербург осмеливаюсь обратиться к Вашему Сиятельству с покорнейшей моей просьбой позволить придворному живописцу снять с меня портрет для назначенного в оной галерее места». На это письмо Волконский с удивлением отвечал: «портрет Ваш для Военной галереи был уже начат умершим живописцем Довом и теперь находится у живописца Врайта, которому по Высочайшей воле я поручил оный окончить». Вероятно, Волконский ошибался из-за того, что часть гонорара за этот портрет уже была получена Доу. Фактически же Доу не мог над ним работать, поскольку у него не было портрета-прототипа. Сам портрет был целиком написан Райтом после встречи с Богдановским. Готовый портрет был принят в Эрмитаж 19 ноября 1832 года, тогда же Райту был выплачен гонорар в 500 рублей.